# Éverton Santos
Éverton Santos (nacido el 14 de octubre de 1986) es un futbolista brasileño que se desempeña como delantero.
Jugó para clubes como el Santo André, Corinthians, París Saint-Germain, Fluminense, Albirex Niigata, Goiás, Ponte Preta y Figueirense.

## Trayectoria

### Clubes
| Club                | País          | Año         |
| ------------------- | ------------- | ----------- |
| Santo André         | Brasil        | 2005 - 2006 |
| São Bernardo        | Brasil        | 2006        |
| Bragantino          | Brasil        | 2007        |
| Corinthians         | Brasil        | 2007        |
| París Saint-Germain | Francia       | 2008 - 2011 |
| Fluminense          | Brasil        | 2008 - 2009 |
| Albirex Niigata     | Japón         | 2009        |
| Goiás               | Brasil        | 2010        |
| Ponte Preta         | Brasil        | 2011        |
| Seongnam FC         | Corea del Sur | 2011 - 2012 |
| Ponte Preta         | Brasil        | 2013 - 2014 |
| Figueirense         | Brasil        | 2013 - 2014 |
| FC Seoul            | Corea del Sur | 2014 - 2015 |
| Ulsan Hyundai       | Corea del Sur | 2015        |
| Figueirense         | Brasil        | 2016        |
| Santa Cruz          | Brasil        | 2017        |
| Mumbai City         | India         | 2017 - 2018 |
| Botafogo            | Brasil        | 2018        |
| ATK                 | Brasil        | 2018        |